# Corrado Rizzone Tedeschi
Corrado Rizzone Tedeschi (Modica, 11 febbraio 1843 – Modica, 12 maggio 1932) è stato un politico italiano.
Fu deputato della Camera del Regno d'Italia.

## Biografia
Corrado Rizzone Tedeschi nacque in una nobile famiglie modicane, figlio di Carlo (patriota e massone) e Francesca Tedeschi Impellizzeri. Corrado Rizzone Tedeschi era imparentato con Fulvio Grimaldi, Clemente Grimaldi, Bernardino Grimaldi e Louis Andre de Grimaldi. Inoltre era lontano parente del Conte Galeazzo Ciano e di Casa Savoia. Rizzone Tedeschi ebbe quattro parenti deportati in campi di concentramento ed erano: Fioravante Grimaldi sua moglie e i figli uno di 18 mesi e più piccolo di 4 mesi, morti nel campo di concentramento di Flossemburg. 
Ricoprì molte cariche pubbliche: fu consigliere comunale, primo sindaco eletto di Modica, consigliere provinciale, presidente del consiglio provinciale e deputato per quattro legislature alla morte del fratello, il Comm. Michele, il quale fu adottato dal nonno materno e ne antepose il cognome.
In quanto fratello di Antonietta Rizzone Tedeschi in Grimaldi, fu anche zio di Giovan Pietro e Clemente Grimaldi di Calamezzana.
Massone, membro del Grande Oriente d'Italia, raggiunse il 18º grado del Rito scozzese antico ed accettato e nel 1925 fu radiato dal Capitolo Rosacroce "dè Vespri" di Modica.